# 芙羽忍
芙羽 忍（ふわ しのぶ, 1979年 - ）は、2010年代から東京で活動する広島県出身の女流緊縛師。
緊縛師一鬼のこに師事。
日本国内だけでなくヨーロッパでも緊縛ショーパフォーマーとして活動。
出身地の広島では定期的に緊縛講習会を開催するなど、安全な緊縛の普及に力を入れている。

## 関連メディア
- SMネット（サニー出版）
- スナイパーEVE（大洋図書）
- TENGU(株式会社ジーオーティー)

## 活動履歴
- 2011年 5月 - 講習会　広島縄会
- 2011年 7月 - 一門会
- 2011年 9月 - Torture Garden Japan 2011 Autumn Ball
- 2011年 9月 - FIESTA(Hiroshima)
- 2011年 11月 - Gallery Bar AMARCORD
- 2012年 3月 - DX 歌舞伎町　SM大会
- 2012年 6月 - フランス公演　Nuit Demonia
- 2012年 7月 - 講習会　広島縄会
- 2012年 8月 - B-WAVE　Bitch Party
- 2012年 9月 - DX歌舞伎町　SM大会
- 2012年 9月 - DX歌舞伎町　SM大会
- 2012年 10月 - キリストンカフェ　Tokyo DX Decadance 7thAnniversary Holloween
- 2012年 11月 - Arch MARVELOUS
- 2012年 12月 - キリストンカフェ　Tokyo DX Decadance
- 2013年 2月 - 講習会　広島縄会
- 2013年 3月 - DX歌舞伎町SM　大会
- 2013年 4月 - B-WAVE Bitch Party
- 2013年 5月 - EROSS
- 2013年 5月 - シアターPOO　女王様の毒艶会
- 2013年 6月 - 東京354CLUBオープニング記念「"祭"Nation」
- 2013年 7月 - Ten空
- 2013年 8月 - AISOTOPE LOUNGE　GHOST MARVEROUS